# Текстовый видеорежим PC-совместимых компьютеров

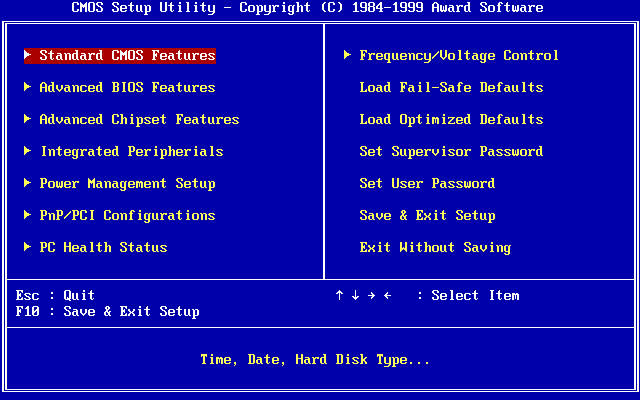
Пример интерфейса программы (экрана настройки BIOS), использующей символы рисования рамок, доступные в текстовом видеорежиме. Разрешение экрана — 80×25 символов

Текстовый режим — один из режимов работы видеоадаптеров большинства PC-совместимых компьютеров. Позволяет выводить на экран моноширинный текст из ограниченного набора символов с помощью внутреннего знакогенератора видеокарты. Текстовый режим широко использовался программами для DOS, программами начальной настройки компьютера и утилитами, работающими без загрузки операционной системы.

## История
Первые IBM PC поставлялись с одной из двух видеокарт: MDA и CGA. В первой текстовый режим 80×25 символов был единственным доступным видеорежимом, у CGA был также доступен режим уменьшенного разрешения 40×25 — для отображения на экране телевизора стандарта NTSC. При этом CGA использовал упрощённый рисунок шрифтов разрешением 8×8 пикселей (в отличие от 9×14 у MDA). Все символы были жёстко зашиты в ПЗУ видеоадаптера.
Начиная с EGA появилась возможность загрузки собственных шрифтов в знакогенератор с целью локализации. По умолчанию используются шрифты 8×14. Доступен также режим 43 строки со шрифтами 8×8.
Начиная с VGA снова стали доступны шрифты 9×14 пикселей, добавлен шрифт 9×16. Доступны режимы 25, 30, 34, 43 и 50 строк текста. Начиная с SVGA появились дополнительные режимы в 60 строк, а также 132 колонки.
Несмотря на то, что операционные системы без графического режима практически вышли из употребления в первых десятилетиях XXI века, текстовый режим сохраняется во всех PC-совместимых видеоадаптерах для обеспечения обратной совместимости.

## Описание
В текстовом режиме экран разбивается на фиксированную решётку знакомест. Каждое знакоместо характеризуется отображаемым в нём символом, цветом текста и фона. В видеоадаптерах с поддержкой цвета символ может быть отображён в одном из 16 цветов на одном из 16 цветов фона, в монохромных — либо светлый символ на тёмном фоне, либо тёмный на светлом. Для знакоместа можно задать возможность мигания и подчёркивания символа, а также указать на использование альтернативного набора символов, что позволяет увеличить его до 512 символов — часть из этих атрибутов доступна только в монохромном режиме, часть — при уменьшении количества цветов до 8. Совокупность всех параметров знакоместа, кроме отображаемого символа, называется атрибутами знакоместа. При доступе к видеопамяти страницы символов и атрибутов чередуются: символ имеет чётный адрес, атрибут — нечётный.
Рисунок символа в виде растровой матрицы может быть прочитан из ПЗУ знакогенератора, либо из специальной области в видеопамяти. Символы имеют ширину 8 либо 9 пикселей, причём в памяти все символы хранятся в виде матрицы, шириной 8 бит, а при выводе на экран 9-й пиксель для большинства символов отображался цветом фона, а для псевдографики дублировался старший бит. Наиболее распространённым режимом был режим 80×25 знакомест — он доступен для всех машин, начиная с MDA, и кроме того совпадает по ширине с наиболее распространёнными терминалами, что упрощало адаптацию программ, разработанных для других машин. В ПЗУ знакогенератора зашито 255 символов, символы с кодами 0x20…0x7E соответствуют таблице ASCII, остальные содержат символы разного назначения: символы псевдографики (рамки, штриховки, блоки), символы расширенной латиницы, греческие буквы, математические символы, стрелки и т.д. Позднее этот набор символов стандартизирован как кодовая страница CP437.
Также в PC-видеоадаптерах на аппаратном уровне реализована поддержка курсора, который выводится в виде мигающей горизонтальной линии. С помощью регистров видеоадаптера можно управлять не только положением курсора, но и его внешним видом, а также скрывать его в случае необходимости (начиная с VGA).

### Набор символов

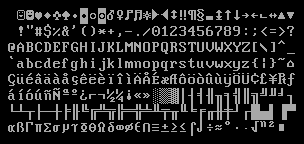
Набор символов VGA-совместимого видеоадаптера

Позиции с 0x20 по 0x7E соответствуют набору символов ASCII. Диапазон от 0x01 до 0x1F, зарезервированный для управляющих последовательностей ASCII, включает стрелки и редкоиспользуемые символы, однако вывести их можно было только путём непосредственной записи в ячейки видеопамяти, так как при использовании функций BIOS или операционной системы вместо вывода этих символов выполняются управляющие команды; 0x80…0xAF — символы расширенной латиницы и дополнительные знаки препинания; 0xE0…0xFE — некоторые греческие буквы и математические обозначения. Наиболее примечательны символы в диапазоне 0xB0…0xDF — рамки и символы блочной псевдографики, для части из них (0xC0…0xDF) в режимах с символами шириной 9 пикселей применялись специальные правила отрисовки, что позволяло рисовать непрерывные линии. Эти символы широко использовались в оформлении интерфейсов пользователя и сформировали облик приложений для DOS. При локализации эту область старались не менять, чтобы сохранить совместимость с оригинальными программами. В дальнейшем этот набор символов был оформлен как кодовая страница CP437.

## Применение
Текстовый режим применялся во времена DOS, так как требовал для своей работы минимум памяти (2 килобайта для режима 80×25), и при этом поддерживал достаточно большое разрешение экрана, и следовательно объём выводимого текста и читаемость символов. По этой причине также обновление всего экрана или его части требует значительно меньше ресурсов, чем в графическом режиме, и потому на слабых машинах выполняется значительно быстрее, а программный код (при работе с видеоадаптером напрямую) — проще и компактнее. Горизонтальное разрешение 80 колонок, стандартное для IBM начиная с IBM 2260, позволяло легко портировать многие программы, предназначенные для работы с текстовыми терминалами. Большое количество символов псевдографики давало большие возможности по построению достаточно сложных интерфейсов пользователя. При этом текстовый режим доступен для большинства PC-совместимых компьютеров вне зависимости от типа установленного видеоадаптера, благодаря чему он продолжал использоваться и после широкого распространения операционных систем с графическим интерфейсом в различных утилитах восстановления системы и инсталляторах операционных систем. Также в текстовом режиме отображался синий экран смерти в Windows 95 и 98. В текстовом режиме также долгое время работали интерфейсы BIOS setup.
Использование текстового режима возможно тремя способами: непосредственной записью данных в регистры видеоадаптера и видеопамять, использованием функций BIOS и использованием функций операционной системы. Первый вариант наименее требователен к ресурсам и позволяет использовать больше возможностей графического адаптера, однако жёстко привязан к конкретной его реализации, отчего при переносе на машину с другим видеоадаптером могут возникнуть проблемы совместимости.